# Kehlbach (Salzach)
Der Kehlbach ist ein kurzer, rechter Zufluss der Salzach in der Gemeinde Elsbethen, einem südlichen Vorort der Stadt Salzburg.

## Geografie
Seinen Ursprung nimmt der Kehlbach im Gemeindegebiet von Puch bei Hallein rund 1,7 km östlich von Sankt Jakob am Thurn und 500 m nordöstlich vom Ortsteil Vollererhof am Fuß des Mühlstein auf 794 m ü. A. Der Bach fließt im Grunde stets nach Nordwesten Richtung Elsbethen und dort der Salzach zu. Er passiert die Trockene Klamm und den Archstein und speist den Stadlerkessel, allesamt Elsbethener Naturdenkmäler. Letztlich mündet nach gut 4 km seines Laufs der Kehlbach 250 m westlich von Schloss Goldenstein in die Salzach.
Vermutlich rührt der Name Kehlbach von dem tiefen Einschnitt („Kehl“) in den Felsen her, der sich in der Nähe des Stadlerkessels befindet.